# Спрингдејл (Охајо)
Спрингдејл (енгл. Springdale) град је у америчкој савезној држави Охајо.

## Демографија
По попису из 2010. године број становника је 11.223, што је 660 (6,2%) становника више него 2000. године.
| Група             | 2000.         | 2010.         |
| Белци             | 6.999 (66,3%) | 5.312 (47,3%) |
| Афроамериканци    | 2.707 (25,6%) | 3.355 (29,9%) |
| Азијати           | 267 (2,5%)    | 312 (2,8%)    |
| Хиспаноамериканци | 384 (3,6%)    | 1.965 (17,5%) |
| Укупно            | 10.563        | 11.223        |